# Coupe des clubs champions européens 1967-1968
Navigation
Édition précédente Édition suivante
La Coupe des clubs champions européens 1967-1968 a vu la victoire de Manchester United qui remporte son premier titre de champion d'Europe en finale, le 29 mai 1968 au Wembley Stadium (Londres), face au Benfica (4-1 après prolongation).
32 équipes de 32 associations européennes de football ont pris part à la compétition. La règle des buts à l'extérieur est appliquée pour la première fois lors de cette édition mais uniquement lors des deux premiers tours (seizièmes et huitièmes de finale).

## Seizièmes de finale
| Équipe 1                     | Résultat     | Équipe 2              | Aller | Retour   |
| ---------------------------- | ------------ | --------------------- | ----- | -------- |
| Manchester United FC         | 4 - 0        | Hibernians FC         | 4 - 0 | 0 - 0    |
| Olympiakos Nicosie FC        | 3 - 5        | FK Sarajevo           | 2 - 2 | 1 - 3    |
| KS Górnik Zabrze             | 4 - 0        | Djurgårdens IF FF     | 3 - 0 | 1 - 0    |
| Celtic FC                    | 2 - 3        | FK Dynamo Kiev        | 1 - 2 | 1 - 1    |
| AFC Ajax                     | 2 - 3        | Real Madrid CF        | 1 - 1 | 1 - 2 ap |
| FC Bâle 1893                 | 4 - 5        | Hvidovre IF           | 1 - 2 | 3 - 3    |
| Skeid                        | 1 - 2        | TJ Sparta ČKD Prague  | 0 - 1 | 1 - 1    |
| FC Karl-Marx-Stadt           | 2 - 5        | RSC anderlechtois     | 1 - 3 | 1 - 2    |
| Olympiakós FC Le Pirée       | 0 - 2        | Juventus FC           | 0 - 0 | 0 - 2    |
| AFD Trakia Plovdiv           | 2 - 3        | CS Rapid Bucarest     | 2 - 0 | 0 - 3 ap |
| Beşiktaş JK                  | 0 - 4        | SC Rapid              | 0 - 1 | 0 - 3    |
| Dundalk FC                   | 1 - 9        | Vasas SC              | 0 - 1 | 1 - 8    |
| KP Valur                     | 4 - 4E       | AS La Jeunesse d'Esch | 1 - 1 | 3 - 3    |
| AS Saint-Étienne             | 5 - 0        | Kuopio PS             | 2 - 0 | 3 - 0    |
| Glentoran FC                 | 1 - 1E       | SL Benfica            | 1 - 1 | 0 - 0    |
| Brunswick TSV Eintracht 1895 | Q. - forfait | KS Dinamo Tirana      | -     | -        |

## Huitièmes de finale
| Équipe 1             | Résultat | Équipe 2                     | Aller | Retour |
| -------------------- | -------- | ---------------------------- | ----- | ------ |
| FK Sarajevo          | 1 - 2    | Manchester United FC         | 0 - 0 | 1 - 2  |
| FK Dynamo Kiev       | 2 - 3    | KS Górnik Zabrze             | 1 - 2 | 1 - 1  |
| TJ Sparta ČKD Prague | 6 - 5    | RSC anderlechtois            | 3 - 2 | 3 - 3  |
| Hvidovre IF          | 3 - 6    | Real Madrid CF               | 2 - 2 | 1 - 4  |
| Juventus FC          | 1 - 0    | CS Rapid Bucarest            | 1 - 0 | 0 - 0  |
| SC Rapid             | 1 - 2    | Brunswick TSV Eintracht 1895 | 1 - 0 | 0 - 2  |
| Vasas SC             | 11 - 1   | KP Valur                     | 6 - 0 | 5 - 1  |
| SL Benfica           | 2 - 1    | AS Saint-Étienne             | 2 - 0 | 0 - 1  |

## Quarts de finale
| Équipe 1                     | Résultat | Équipe 2             | Aller | Retour | Appui |
| ---------------------------- | -------- | -------------------- | ----- | ------ | ----- |
| Manchester United FC         | 2 - 1    | KS Górnik Zabrze     | 2 - 0 | 0 - 1  | -     |
| Real Madrid CF               | 4 - 2    | TJ Sparta ČKD Prague | 3 - 0 | 1 - 2  | -     |
| Brunswick TSV Eintracht 1895 | 3 - 4    | Juventus FC          | 3 - 2 | 0 - 1  | 0 - 1 |
| Vasas SC                     | 0 - 3    | SL Benfica           | 0 - 0 | 0 - 3  | -     |

## Demi-finales
| Équipe 1             | Résultat | Équipe 2       | Aller | Retour |
| -------------------- | -------- | -------------- | ----- | ------ |
| Manchester United FC | 4 - 3    | Real Madrid CF | 1 - 0 | 3 - 3  |
| SL Benfica           | 3 - 0    | Juventus FC    | 2 - 0 | 1 - 0  |

## Finale
| Finale                       | Manchester United FC                                      | 4 - 1 a. p.     | SL Benfica             |                           |                           |
| Mercredi 29 mai 1968 20 h 45 | Bobby Charlton 53e 99e · George Best 92e · Brian Kidd 94e | (0-0, 1-1, 4-1) | Jaime Graça 79e        | Stade de Wembley, Londres | Stade de Wembley, Londres |
| Mercredi 29 mai 1968 20 h 45 |                                                           | Rapport         | Humberto Fernandes 20e | Stade de Wembley, Londres | Stade de Wembley, Londres |

## Meilleurs buteurs
- Statistiques officielles de l'UEFA

| Rang | Buteur          | Club                        | Buts |
| ---- | --------------- | --------------------------- | ---- |
| 1    | Eusébio         | SL Benfica                  | 6    |
| 2    | Paul Van Himst  | RSC anderlechtois           | 5    |
| 2    | Václav Mašek    | TJ Sparta ČKD Sparta Prague | 5    |
| 2    | Francisco Gento | Real Madrid CF              | 5    |